# Attacco alla verità - Shock and Awe
Attacco alla verità - Shock and Awe (Shock and Awe) è un film del 2017 diretto da Rob Reiner.

## Trama
Nel 2003, il Presidente Bush si appresta ad invadere l'Iraq, adducendone a motivo la presenza segreta sul suo suolo di numerose armi di distruzione di massa, tali dunque da minacciare gravemente la sicurezza del mondo. 
Alcuni giornalisti, non convinti della motivazione ufficiale agli sforzi bellici, decidono d'indagare e scoprono così che la realtà è molto più complessa e che la Casa Bianca si sta semplicemente servendo d'un pretesto per destituire e uccidere Saddam Hussein, in maniera tale d'affermare la propria egemonia in tutto il Medio Oriente.

## Distribuzione
Attacco alla verità - Shock and Awe è stato proiettato allo Zurigo Film Festival il 30 settembre 2017, e in seguito negli Stati Uniti in distribuzione limitata a partire dal 13 luglio 2018. In Italia la pellicola è stata distribuita direttamente in DVD da Koch Media, a partire dal 23 gennaio 2020.